# Orthosia infrapicta
Orthosia infrapicta là một loài bướm đêm trong họ Noctuidae.